# Перерваний світанок
«Перерваний світанок» — дебютна стрічка американського режисера та сценариста Марка Едвіна Робінсона про студентку, яка проникнула в розум пацієнта психіатричної лікарні.

## Сюжет
Пацієнт психіатричної лікарні Дон Вейк хоче дізнатися про вбивство своєї мами. Студентка медичного факультету Єва проникає у розум Дона, а його попередження про небезпеку такого вчинку приймає за маячню. Вона розуміє небезпеку, коли помічає, що за нею стежать. Студентка заплуталась в кошмарах Вейка, які переплелись з дійсністю. Тепер вона стоїть перед вибором чи йти на ризик, який зцілить Дона та її саму.

## У ролях
| Актор            | Роль     |
| ---------------- | -------- |
| Келлі Овертон    | Єва      |
| Джеймс Гейвен    | Дон Вейк |
| Сара-Джейн Поттс | Анна     |
| Генк Гарріс      | Тед      |
| Еді Мак-Клерг    | Олівія   |
| Кетрін Джустен   | сусідка  |
| Даян Венора      | мама     |
| Дейв Рубі        | Опі      |
| Дженнет Маккарді | дівчинка |

## Створення фільму

### Виробництво
Зйомки фільму проходили в Каліфорнії, США.

### Знімальна група
- Кінорежисер — Марк Едвін Робінсон
- Сценарист — Марк Едвін Робінсон
- Кінопродюсер — Бреді Насфелл
- Композитор — Джейсон Нюберг
- Кінооператор — Кен Глассінг
- Кіномонтаж — Наталі Ебнет
- Художник-постановник — Мелані Джонс
- Художник-декоратор — Лора Даймонд
- Художник по костюмах — Рейчел Сейдж Канін[1].

## Сприйняття
Рейтинг фільму на Internet Movie Database — 5,7/10 (1 441 голос).